# えら

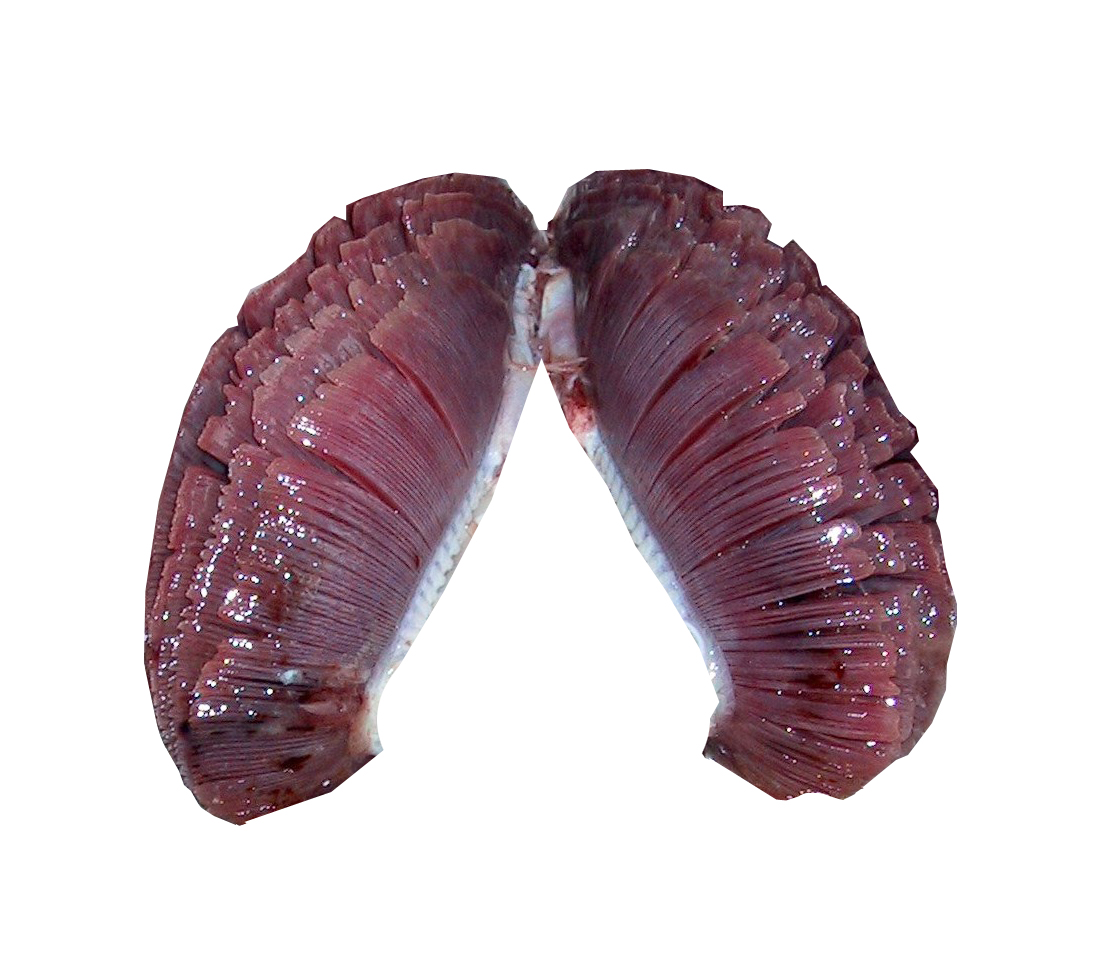
マグロのえら

えら（鰓、腮、顋）は水中で生活する動物が、水中の溶存酸素を取りこみ、体内の二酸化炭素を排出して呼吸（ガス交換）を行うための器官である。

## 概説
もともと生命は海中で誕生したとされる。動物が小さくて動きも鈍いうちは皮膚から直接酸素を取り入れるだけでこと足りていたが、やがて動物が大型化し、行動も活発になるにつれ、呼吸器としてえらができ、小さなえらで多くの酸素を一度に取り込めるよう機能的な発達をしてきた。えらは動物の種類によって様々な形があるが、糸状や葉状、弁状の器官がたくさん集まっているという構造は共通している。これは肺や腸などと同じことで、より多くの酸素を取り入れるために表面積を増やす構造をとっているといえる。
他方、水中ではプランクトンやデトリタスといったセストン（懸濁物：けんだくぶつ）を、濾過摂食や繊毛粘液摂食という方法で食べる動物もおり、そのような動物ではえらが摂食器官としての働きも兼ねており、えらが水との接触面積を増やすのは、そちらの方でも効果が大きい。

## 各動物のえら

### 軟体動物
軟体動物のうち多板類と単板類では、腹面中央にある足の両側の外套膜の下に房状の鰓が対をなして前後に配列する。それ以外の類では、配置の変化が大きい。
貝類、タコ、イカなどでは、外殻はみえないが、外套膜に囲まれて外部に通じている腔所である外套腔内にえらをもつ。通常、外套腔内に開口した肛門の両脇に対を成してえらがあるが、高等な腹足綱（巻貝類）のように片側だけになったものや、ツタノハガイ科のカサガイ類や狭義のウミウシ類のように本来のえら（一次えら）を失ったものもある。一次えらを失ったものには体の他の場所の体表が突出して二次えらを形成しているものがある。
アサリやハマグリなどの二枚貝では、外套腔に通じる水管（取水管、出水管）が目立っている。これらの水管は外套膜の後端がのびたもので筋肉が発達しており、オオノガイやミルクイ、トリガイなどでは特に大きく発達する。マテガイなどは自切能力があり、捕食者に食いつかれると水管だけが切り離される。二枚貝は通常砂の中などに潜って生活しているが、この水管によって、外套腔の中のえらに新鮮な水を送ることができるようになっている。二枚貝のえらは非常に複雑な構造に発達しており、呼吸だけでなく、水中の餌を濾し取って食べる役割も兼ねている。
タコやイカなどの頭足類は、もともと2対のえらを持っていたと考えられている。今日でも原始的な形態を保つオウムガイは2対4枚のえらを持つ。しかしタコやイカではこのえらが1対2枚にまで減少している。胴と頭の間から、えらのある外套腔へ海水を取りこみ、漏斗から水を吐き出す。敵に襲われた時は漏斗から勢いよく水を噴き出すことでジェット噴射の要領ですばやく飛び退くことができる。

### 節足動物

#### 甲殻類
えらは水棲種がほとんどである甲殻類を通じて広く見られ、多くの場合は外葉という付属肢の基部に備わった葉状の附属体から変化した部分である。カニ・エビなどが属する十脚類の場合はそれが更に進んでおり、胸肢の基部から分岐したえらは全て背甲によって覆われ、精密の鰓室を構成する。

#### 昆虫類
そもそも昆虫類は陸上に適応した動物で、気門で取り入れた空気を気管で全身に運ぶことにより呼吸する。水生昆虫のゲンゴロウ、タガメ、タイコウチなども例外ではなく、生きるためには水面に尾部を突き出して息継ぎをしなければならない。
しかしカゲロウ、カワゲラ、トビケラ、トンボなどは、水生昆虫として水中で生活する幼虫期にえら呼吸をするため、この期間は息継ぎをせずに生活することができる。これらのえらは気管鰓と呼ばれ、薄い袋状、あるいは細かい糸状に突出した体表の突起の中に空気の入った気管が入り込んだ構造になっている。気管鰓の中の気管内部の空気と昆虫が生息する水の間で酸素と二酸化炭素のやり取りが起こり、この気管内の空気と全身の組織の間でガス交換が行われる。
カゲロウの幼虫は腹部に葉状のえら、カワゲラの幼虫は胸部に房状のえらを持つ。水中にミノムシやクモのような巣を作るトビケラ類も腹部にえらを持つが、目立ったえらを持たないものもいる。
トンボでは、イトトンボ類やカワトンボ類の属する均翅亜目が尾部に3枚の外鰓を発達させている。その他のムカシトンボ亜目や不均翅亜目のトンボは目立ったえらを持たないが、直腸の内壁の構造が複雑化して気管鰓となっており、尾部から水を吸いこみ、直腸内で気管との間でガス交換を行っている。
昆虫としては例外的に、ユスリカの幼虫（赤虫）など一部の水生昆虫は血鰓と呼ばれ、気管が中に入っておらずに血液が循環するえらを持っている。このえらを持つ水生昆虫ではえらの中の血液と体外の水との間でガス交換が行われ、酸素や二酸化炭素は血液によって運搬される。

#### 鋏角類
現生の鋏角類では、カブトガニ類のみえらを持っている。平板状の蓋板の裏側に配置され、それが書物のようにみえることから、書鰓（しょさい）と呼ばれる。なお、陸棲の鋏角類であるクモガタ類の一部、例えばクモやサソリの後体の腹面に前述の書鰓に相同と思われる書肺（しょはい）という呼吸器を持つ。

### 脊索動物
ホヤやナメクジウオ、脊椎動物といった脊索動物のえらは咽頭の両側に何対かのスリット（鰓裂・さいれつ）が開いたものが基本形である。鰓裂と鰓裂の間の部分を鰓弓（さいきゅう）と呼ぶ。鰓弓どうしが向かい合った面には弁状や糸状の突起が密生しており、その中に血管がたくさん入り込んでいる。口から取り入れた水をこの鰓裂に通過させる時にガス交換が行われる。ホヤやナメクジウオ、かなりの魚類では同時に水中のプランクトンなどを濾過し、食物として消化管に取り込む。

#### 魚類
魚類のえらはガス交換に加え、浸透圧調節、アンモニア排出の3つの役割を果たしている。
ヌタウナギやヤツメウナギなどの無顎類では、頭部の後ろに鰓孔（さいこう）が1-7対あり、それぞれにえらを備えている。口腔内と鰓孔はつながっていない。
サメやエイなどの軟骨魚には5-7対の鰓裂がある。鰓裂は皮膚が背側から腹側に向かって縦に裂けるようにして形成され、口腔内とつながって換水を行うことができる。軟骨魚類の場合は鼻の穴とは別に、目の後ろに噴水孔（ふんすいこう）という穴があり、ここから水が出入りする（軟骨魚綱参照）。水族館などで生きたエイ類を観察すると、硬骨魚のように口をパクパクすることはないが、目の後ろにある噴水孔が開閉するのがわかる。
硬骨魚では1対の鰓蓋（えらぶた、さいがい）が発達し、4対のえらを覆っている。口と鰓蓋を交互に開閉させることで水流を起こし、呼吸が効率よく行われる。硬骨魚のえらは、血管が通っている赤い弁状の器官が鰓弓にたくさん並ぶ構造となっている。この赤い部分を一次鰓弁（さいべん）といい、この一次鰓弁の両脇に無数の二次鰓弁と呼ばれるヒダがある。実際にガス交換が行われているのは、この二次鰓弁上である。
大型の軟骨魚は鰓でプランクトンを濾し取って食べる。硬骨魚の鰓弁の反対側には鰓耙（さいは）という櫛（くし）状の器官がある。これはイワシやアユなどのプランクトン食性の魚で特に長く発達しており、吸い込んだ水の中から餌のプランクトンを濾しとる役割を果たす。プランクトンより大きな動物を捕食するアジやスズキなどの魚では、鰓耙が短く、数も少ない。
また、魚類のえらには塩類細胞と呼ばれる細胞が多く存在する。これは体と水の間での浸透圧差に対抗してNaイオンやClイオンなどの塩類を能動輸送する、生命維持に欠かせない細胞である。細胞膜上に各種のイオンチャネルやポンプを備えており、能動輸送を行うエネルギーの供給装置としてミトコンドリアが多数存在する。このような細胞はMRC(ミトコンドリア・リッチ・セル)とも呼ばれ、軟骨魚類の直腸腺もこれに属する。また海水魚と淡水魚では塩類細胞の形が異なっている。海水魚では海水中へ塩分を放出し、淡水魚では逆に淡水中の塩分を積極的に取り入れ、どちらも体内の浸透圧を一定に維持するのに寄与している。
ヒトを含む陸生脊椎動物では、えらが退化しているが、硬骨魚ではえらを形成する遺伝子が陸生脊椎動物では副甲状腺（上皮小体）を形成することが岡部正隆らによって明らかになった。副甲状腺は血液中のカルシウムイオン濃度をモニターし、不足した場合にはパラトルモンというホルモンを放出、パラトルモンは骨に働きかけ、カルシウムイオンを放出させる。陸生脊椎動物においては、えらの一部が副甲状腺に変化し、イオン濃度を調節するという機能が引き継がれていることになる。副甲状腺は2〜3の対を成しており、発生上もえらの変化した器官であることを反映している。骨は体重や筋力に耐えられなくなるまでカルシウムイオンを放出することもある。体を支える機能よりカルシウムの貯蔵庫としての機能を優先させるわけである。
鰓はその構造上血液量が多く細菌が繁殖しやすいため、一般的に食用にはされず廃棄される部位である。しかし一部の魚種、アンコウやクエやブリやタラの地方料理では、その鰓を食材とするものもある。

#### 両生類
イモリ、サンショウウオなどの有尾類では、幼生時に樹木のように枝分かれした外鰓（がいさい、そとえら）があるが、これは鰓弓の外面の体表が伸びたものである。成長して肺が形成されるとともに外鰓は消失するが、メキシコサンショウウオ（ウーパールーパー）やサイレンのように、成長しても外鰓が消えず、終生水中で生活するものもいる。これらの種は幼形成熟する種であり、環境の関係から変態するのに必要なホルモンチロキシンが生成できない等の理由からそれをしないことによる（なお、人為的にチロキシンを投与するなどすれば変態し外鰓が消える）。なお、ハイギョやポリプテルスなどの原始的な硬骨魚類も稚魚時には外鰓をもち、成長して肺が形成されるとともに外鰓は消失または縮小する。
カエル（無尾類）では、卵から孵化した直後は外鰓があるが、いわゆるオタマジャクシになるとえらは皮膚のひだが伸びたえらぶたの内側に取り込まれ、目の後ろに口から取り込んで鰓裂を通過したえらぶたの内部の水を外に排出するえら穴が開く。成体になるとえらが消失する。

#### 有羊膜類におけるえら
爬虫類や鳥類、哺乳類といった有羊膜類は、胚や胎児の時期は羊膜で呼吸を行い、誕生後は終生肺呼吸を行うので、えらは退化消失している。発生途中の胚では一時的に鰓弓が出現し、これが胸腺など様々な器官の原基となる。

### それ以外の群
エラヒキムシとウミエラの名前には「エラ」とあるが、えらを持たない。エラヒキムシは、体後端の付属物をえらと判断しての命名であるが、現在ではえらではないと考えられている。ウミエラは、その形が魚類のえらに似ることからの命名である。